# Swinton House

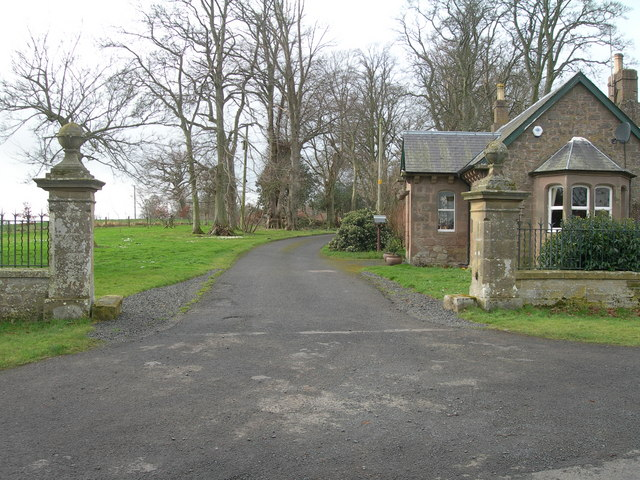
Westzufahrt zu Swinton House

Swinton House ist ein Herrenhaus nahe der schottischen Ortschaft Swinton in der Council Area Scottish Borders. 1971 erfolgte die Aufnahme des Bauwerks in die schottischen Denkmallisten in der höchsten Denkmalkategorie A. Des Weiteren ist der zugehörige Taubenturm separat als Kategorie-A-Denkmal geschützt. Zuletzt bildet Swinton House zusammen mit verschiedenen Außengebäuden ein Denkmalensemble der Kategorie B.

## Geschichte
Swinton House war Stammsitz des Clans Swinton, der seit dem 12. Jahrhundert die lokalen Lairds stellte. Am Standort befand sich ein Vorgängerbauwerk, das 1797 einem Brand zum Opfer fiel. Kurz darauf begann der Bau des heutigen Herrenhauses, der 1800 seinen Abschluss fand. 1884 stand Swinton House zum Verkauf.

## Beschreibung
Swinton House liegt isoliert nahe dem rechten Ufer des Leet Water rund 1,5 km westlich von Swinton. Das zweistöckige Gebäude ist klassizistisch ausgestaltet. An der nordwestexponierten, asymmetrisch aufgebauten Frontseite tritt ein mit Dreiecksgiebel abschließender Mittelrisalit heraus. Links davon springt der Eingangsbereich mit toskanischen Säulen und Dreiecksgiebel hervor. Alle weiteren Fassaden sind ebenfalls asymmetrisch gestaltet. An der rückwärtigen Südostseite tritt ein flach gerundeter Turm hervor. Von der Südwestseite geht ein flacherer Flügel ab. Entlang der Fassaden sind zwölfteilige Sprossenfenster verbaut. Das Gebäude schließt mit schiefergedeckten Dächern ab. Der Innenraum ist mit hochwertigen Holzarbeiten gestaltet.

## Taubenturm
Rund 400 m südwestlich von Swinton House steht isoliert der Taubenturm. Obwohl im Laufe des 20. Jahrhunderts eine Restaurierung des aus dem Jahre 1746 stammenden Rundturms erfolgte, ist er seit 2008 im Register gefährdeter denkmalgeschützter Bauwerke in Schottland gelistet.
Das Mauerwerk besteht im Wesentlichen aus Bruchstein vom Sandstein und ist teilweise mit Harl verputzt. Eine Plakette oberhalb des ausgemauerten Eingangs an der Ostseite weist das Baujahr aus. Auf halber Höhe läuft ein schlichtes Gurtgesims um. Unterhalb des abschließenden, schiefergedeckten Kegeldachs verläuft ein Kranzgesims. Es sitzt eine Laterne mit rundbögigen Einfluglöchern auf. Entlang der Innenwände sind gereiht 797 Nistkästen eingelassen.